# Fortive
Fortive è un conglomerato tecnologico-industriale americano diversificato con sede a Everett, Washington. Fortive è stato scorporato da Danaher nel luglio 2016. Mitchell Rales e Steven M. Rales, i fondatori di Danaher, hanno mantenuto i seggi del consiglio di amministrazione di Fortive dopo la separazione. Al momento della sua costituzione indipendente, Fortive divenne immediatamente un componente dell'S & P 500. Nel 2016, Fortive controllava oltre 20 aziende nei settori della strumentazione, trasporto, rilevamento, realizzazione di prodotti, automazione e distribuzione in franchising. Successivamente le attività di trasporto, automazione e distribuzione in franchising sarebbero state scorporate. Nel 2018 e nel 2019, Fortune ha nominato Fortive una società dei "Future 50". Nel 2020, Fortune ha nominato Fortive una delle aziende più ammirate al mondo insieme ad altre importanti società tecnologiche come Apple, Amazon e Microsoft. Il 2020 ha anche segnato il terzo anno consecutivo in cui Fortive è stata nominata tra le Fortune 500.

## Innovazione
Storicamente, la crescita delle società in portafoglio di Fortive è derivata principalmente dall'attività di fusione e acquisizione e dall'eccellenza operativa nell'ambito del famoso Danaher Business System. Fortive ha cercato di raggiungere una crescita organica attraverso la creazione di una cultura della sperimentazione e dell'innovazione. All'inizio, questo significava lavorare con Innovators DNA per incorporare le migliori pratiche.
Notevoli nuove introduzioni di prodotti hanno incluso Tektronix MS05X "Elemental", T6 di Fluke, Formulate and Fill platform di Invetech, la registrazione paperless di Anderson-Negele, e ii900 di Fluke. Nel bel mezzo della pandemia COVID, quando c'era una carenza di maschere N-95, ASP ha rapidamente innovato la tecnologia esistente per consentire agli ospedali di pulire le maschere.
Nel maggio 2020, Fortive ha collaborato con Pioneer Square Labs (PSL) per lanciare startup tecnologiche. Nel giugno 2020, Fortive, in collaborazione con PSL, ha lanciato Team Sense.

## Cultura
Si afferma che la cultura di Fortive si fonda su due principi chiave: miglioramento continuo, integrità & conformità.
La cultura del miglioramento continuo di Fortive risale al Toyota Production System adottato da Danaher. All'interno di Fortive è stato marchiato come Fortive Business System o FBS in breve. FBS si è evoluto per soddisfare le esigenze delle società operative di Fortive e il focus strategico sull'innovazione. FBS è stata citata in molteplici "earnings call" come motore chiave per una crescita sostenuta ed eccellenza operativa all'interno delle varie società operative.
La cultura di Fortive sull'integrità e la conformità ha portato a diverse iniziative in materia di inclusione e diversità. Nel 2018, 2019 e 2020 Fortive è stata nominata tra i posti migliori in cui lavorare per "LGBTQ Equality" dalla Human Rights Campaign.
Fortive consente a ciascuno dei suoi associati un giorno di ferie retribuito ogni anno per fare volontariato nella comunità locale. Nel 2020, Newsweek ha nominato Fortive come una delle prime 500 aziende più responsabili.